# Pieśni lat pożogi
Pieśni lat pożogi (ros. Песни огненных лет, Piesni ogniennych let) – radziecki animowany film muzyczny z 1971 roku w reżyserii Inessy Kowalewskiej. Muzyczna kompozycja oparta na pieśniach wojny domowej. 
Film wchodzi w skład serii płyt DVD Animowana propaganda radziecka (cz. 4: Naprzód ku świetlanej przyszłości).

## Opis
Film zawiera utwory z czasów rosyjskiej wojny domowej (1917-1922). Pieśni te towarzyszą rewolucyjnym i patriotycznym obrazom dzielnej armii radzieckiej, której film jest dedykowany.
Film prezentuje najpopularniejsze pieśni wojenne Armii Czerwonej. W filmie można usłyszeć takie kompozycje jak: Taczanka (Тачанка), Tam daleko za rzeką (Там, вдали за рекой), Eszelonowa (Эшелонная) oraz pieśń Biała Armia, Czarny Baron (Красная Армия всех сильней). Utwory wykonywał Chór Aleksandrowa.